# Enrique Estrázulas
Enrique Estrázulas (Montevideo, 9 gennaio 1942 – Montevideo, 7 marzo 2016) è stato uno scrittore, drammaturgo, giornalista e diplomatico uruguaiano. Pubblicò sei raccolte di poesie, otto romanzi, cinque raccolte di racconti, quattro saggi e tre opere teatrali. La sua opera più nota e diffusa è il romanzo Pepe Corvina, con cui debuttò come narratore nel 1974.

## Biografia
Si dedicò al giornalismo fin da giovane, pubblicando su media uruguaiani e argentini. Tra gli altri, lavorò nelle redazioni di Marcha, El Día, El País e La Opinión. Fu addetto culturale a Roma, Parigi e Buenos Aires. A Cuba ricoprì l'incarico di ambasciatore.
Fu amico di diverse figure della letteratura e dell'arte latinoamericana come Juan Rulfo, Julio Cortázar, Juan Carlos Onetti e, principalmente, Salvador Bécquer Puig e Alfredo Zitarrosa, che musicarono tre delle sue poesie e al quale Estrázulas dedicò il saggio Alfredo Zitarrosa, cantar en uruguayo.
Le sue opere sono state tradotte in francese, inglese, greco, tedesco e portoghese.

## Opere

### Poesie
- El Sótano (1965)
- Fueye (1968)
- Caja de tiempo (1971)
- Confesión de los perros (1975)
- Poemas de amor - Madrigales, Blasfemias (1979)
- Claroscuros (antologia) (2013)

### Romanzi
- Pepe Corvina (1974)
- Lucifer ha llorado (1980)
- El ladrón de música (1982)
- El amante de paja (1986)
- Tango para intelectuales (Tango per intellettuali, 1990)
- Los manuscritos del Caimán (casa editrice Sudamericana, Buenos Aires, 2004)
- Espérame Manon (casa editrice Planeta, Montevideo, 2009)
- El sueño del ladrón (casa editrice Sudamericana, 2013)

### Storie
- Los viejísimos cielos (1975)
- Las claraboyas (1975)
- Cuentos fantásticos (1984)
- Antología personal (1984)
- La cerrazón humana (casa editrice Seix Barral, Montevideo, 2007)

### Bozze
- La canción de la mugre (1970)
- Mientras viva un poeta, un ladrón y una puta - saggio su Carlos de la Púa (1970)
- El canto de la flor en la boca (1978)
- Alfredo Zitarrosa, cantar en uruguayo

### Titolo sezione
- Borges y Perón (1998)
- La puta y el sacristán (2008)
- Gardel en Santamaría (2010)